# سیارک ۲۸۲۱
سیارک ۲۸۲۱ (به انگلیسی: 2821 Slavka، نامگذاری:1978SQ) دو هزار و هشتصد و بیست و یکمین سیارک کشف شده‌است که در ۲۴ سپتامبر ۱۹۷۸ کشف شد.
قدر مطلق سیارک برابر ۱۳٫۴۰ است.